# Farma skowronków (film)
Farma skowronków (wł. La masseria delle allodole) – dramat historyczny w reżyserii braci Paola i Vittoria Tavianich, którego scenariusz oparty został na kanwie powieści włosko-ormiańskiej pisarki Antonii Arslan pod tym samym tytułem. Film opowiada o losach ormiańskiej rodziny z Anatolii z okresu pogromu w 1915.
Premiera filmu miała miejsce 14 lutego 2007 roku podczas 57. MFF w Berlinie. Obraz powstał jako koprodukcja włosko-bułgarsko-niemiecko-francusko-hiszpańska.

## Fabuła
Jest rok 1915. W niewielkim miasteczku w Turcji mieszka dobrze usytuowana rodzina ormiańska Avakianów. Z okazji pogrzebu najstarszego członka rodziny zostają zaproszeni także Turcy, między innymi pułkownik Arkan, głównodowodzący miejscowymi oddziałami tureckiego wojska. Avakianowie mają nadzieję, iż animozje pomiędzy dwoma narodowościami zostały już ugaszone. Stypa staje się również okazją, by Ormianka Nunik, mogła zobaczyć się ze swoim ukochanym Turkiem, oficerem Egonem. Egon, chociaż oficjalnie należy do nacjonalistycznego ugrupowania młodoturków, nie podziela poglądów antyormiańskich swoich towarzyszy. Planuje uciec wraz z ukochaną do Europy.
Najstarszy syn zmarłego Assadur, który od lat mieszka z rodziną we Włoszech, podejmuje decyzję o powrocie na stałe do Anatolii. Otrzymał w spadku stare gospodarstwo, tytułową farmę skowronków, które rodzina odrestaurowała. Czas szczęścia zostaje przerwany decyzjami rządu tureckiego. Arkanowi zostaje zakomunikowane, iż podjęto decyzję o ostatecznym rozwiązaniu kwestii ormiańskiej: mężczyźni zostaną zabici, kobiety deportowane. Stary pułkownik ma nadzieję, iż uda mu się przynajmniej uratować rodzinę Avakianów. Spóźnia się jednak i zastaje wszystkich mężczyzn ormiańskich, którzy szukali schronienia na farmie, zamordowanych. W międzyczasie zamiary Egona wychodzą na jaw. Młodzieniec zostaje wysłany na front rosyjski. Do Padwy docierają wiadomości o przystąpieniu Włoch do wojny, Assadur musi pozostać z rodziną na obczyźnie.
Pod eskortą tureckich żołnierzy rozpoczyna się śmiertelny marsz kobiet ormiańskich w kierunku Aleppo w Syrii. W drodze przez pustynię Nunik prostytuuje się, by otrzymać pożywienie dla wędrujących z nią dzieci. Nawiązuje znajomość z żołnierzem tureckim Yusufem, który nie wykorzystuje jej i obiecując zabicie zanim skazana zostanie na tortury za jakiekolwiek z przewinień. Gdy Nunik zostanie zatrzymana podczas próby ucieczki, Yusuf dotrzymuje słowa, zabijając ją przed rozpoczęciem tortur. Po czterech latach Yusuf przyznał się przed tureckim sądem do zabójstwa Nunik w procesie wytyczonym młodoturkom. Dzięki pomocy konsula hiszpańskiego trójka dzieci z rodziny Avakianów zdołała uratować się i znalazła schronienie u Assadura we Włoszech.

## Obsada
- Paz Vega – Nunik
- Moritz Bleibtreu – Yousuf
- Alessandro Preziosi – Egon
- Ángela Molina – Ismene
- Arsinée Khanjian – Armineh
- Mohammad Bakri – Nazim
- Tchéky Karyo – Aram
- André Dussollier – pułkownik Arkan
- Mariano Rigillo – Assadur
- Christo Szopow – Isman
- Christo Żiwkow – Sarkis
- Ubaldo Lo Presti – Kambussian
- Yvonne Sciò – Livia
- Enrica Maria Modugno – żona Arkana
- Stefan Danailov – przewodniczący trybunału
- Linda Batista – Turczynka
- Julian Vergov – młody Turek

## Produkcja
Zdjęcia realizowano w Bułgarii (Płowdiw) i we Włoszech (Padwa, Chioggia).

## Nagrody i nominacje
W 2007 film był nominowany do nagrody David di Donatello w trzech kategoriach: za najlepszą scenografię, za najlepsze kostiumy oraz za najlepsze efekty specjalne. W tym samym roku dzieło Tavianich nominowano do nagrody przyznawanej przez włoskich dziennikarzy filmowych Nastro d’argento w kategoriach za najlepszą scenografię (Andrea Crisanti) oraz za najlepsze projekty kostiumów (Lina Nerli Taviani).